# Wacken (by)
 Ikke at forveksle med Wacken Open Air.
Wacken er en by og en kommune i det nordlige Tyskland, beliggende i Amt Schenefeld i den nordvestlige del af Kreis Steinburg. Kreis Steinburg ligger i den sydvestlige del af delstaten Slesvig-Holsten.
Byen er kendt for sin Musikfestival, Wacken Open Air der finder sted hvert år i august. Den er med mere end 70.000 besøgende verdens største Metal-Festival.
Dokumentarfilmen Full Metal Village af den koreanske instruktør Cho Sung-hyung beskriver livet og koncerterne på festivalen i 2005-2006.

## Geografi
Wacken ligger omkring tolv kilometer nordvest for Itzehoe og seks kilometer øst for Kielerkanalen, mellem L 327 (tidligere B 5) og motorvejen A 23 fra Hamborg til Heide.
Øst for byen er der naturområder opstået i de tidligere lergrave Alsens Tongrube.